# 부룬디의 재외공관 목록

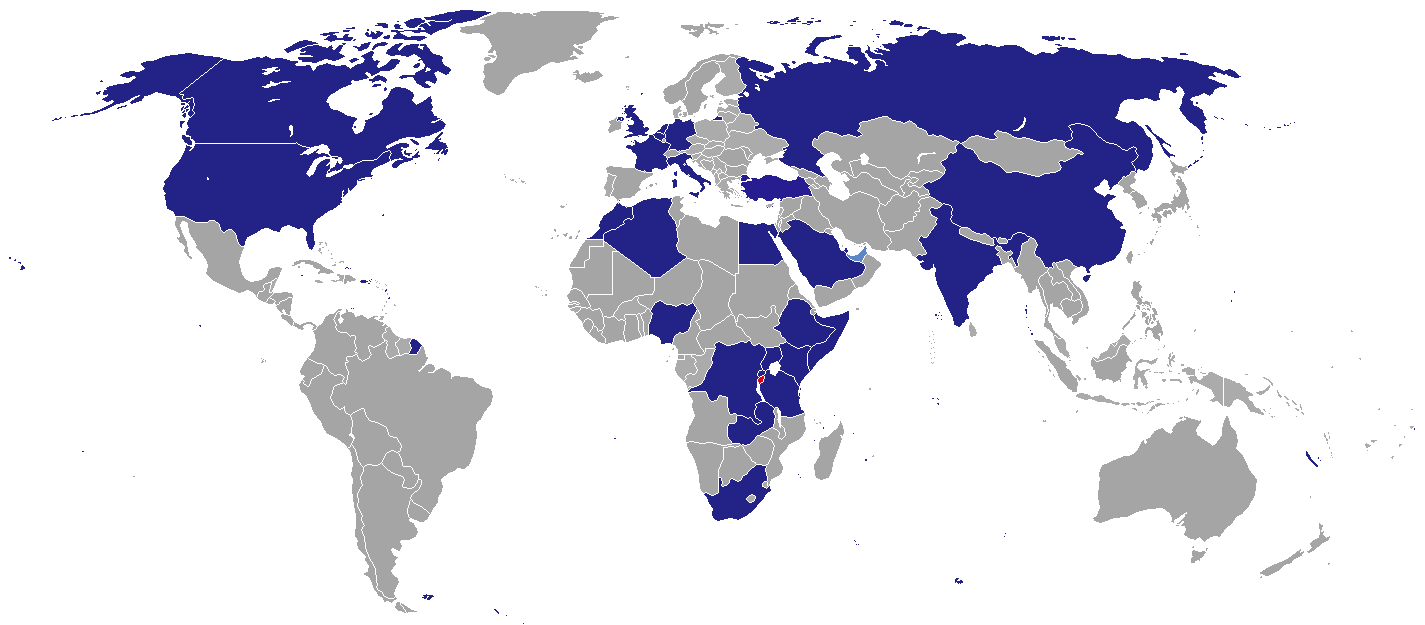
부룬디의 재외공관

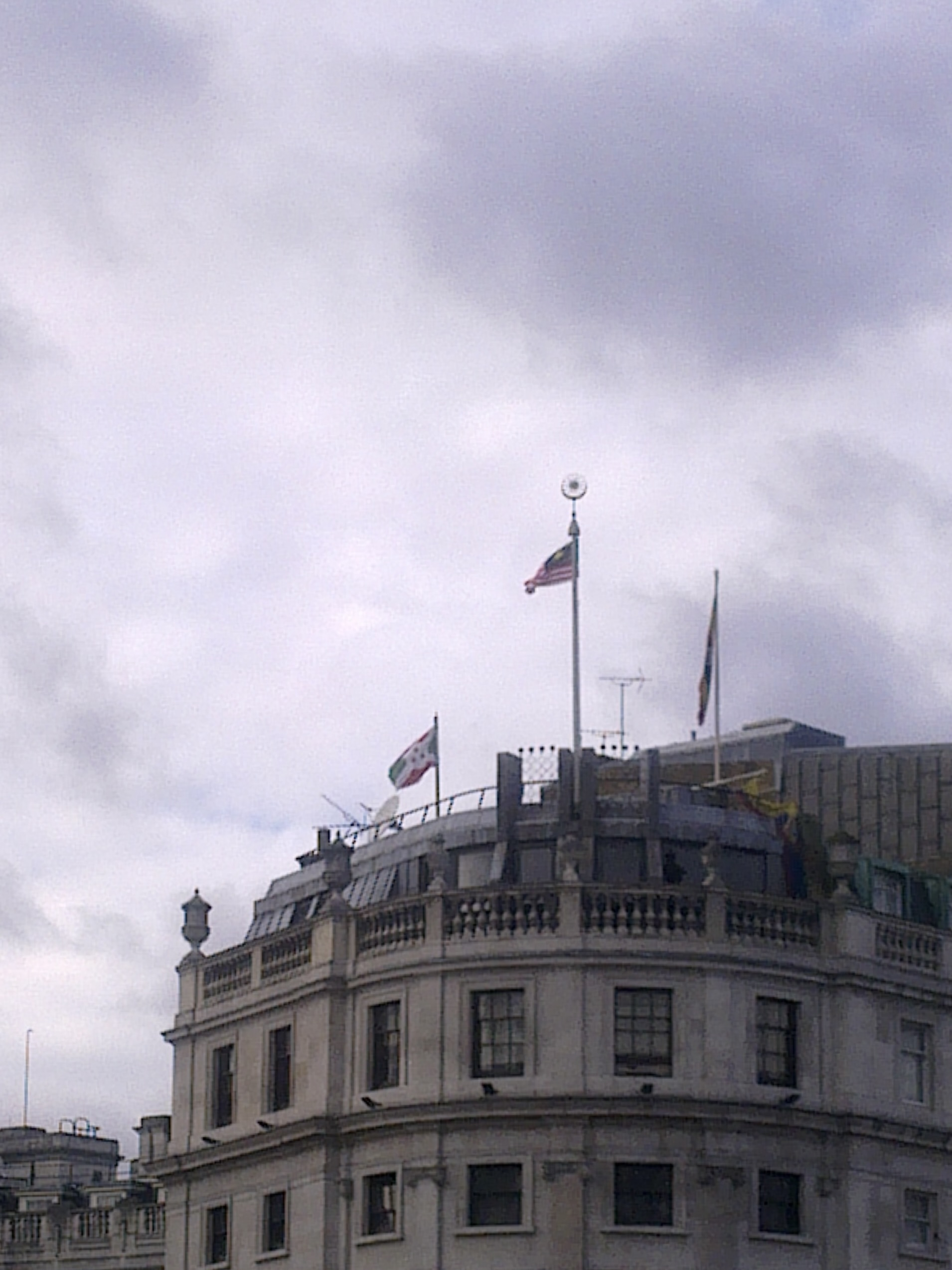
런던 주재 부룬디 대사관

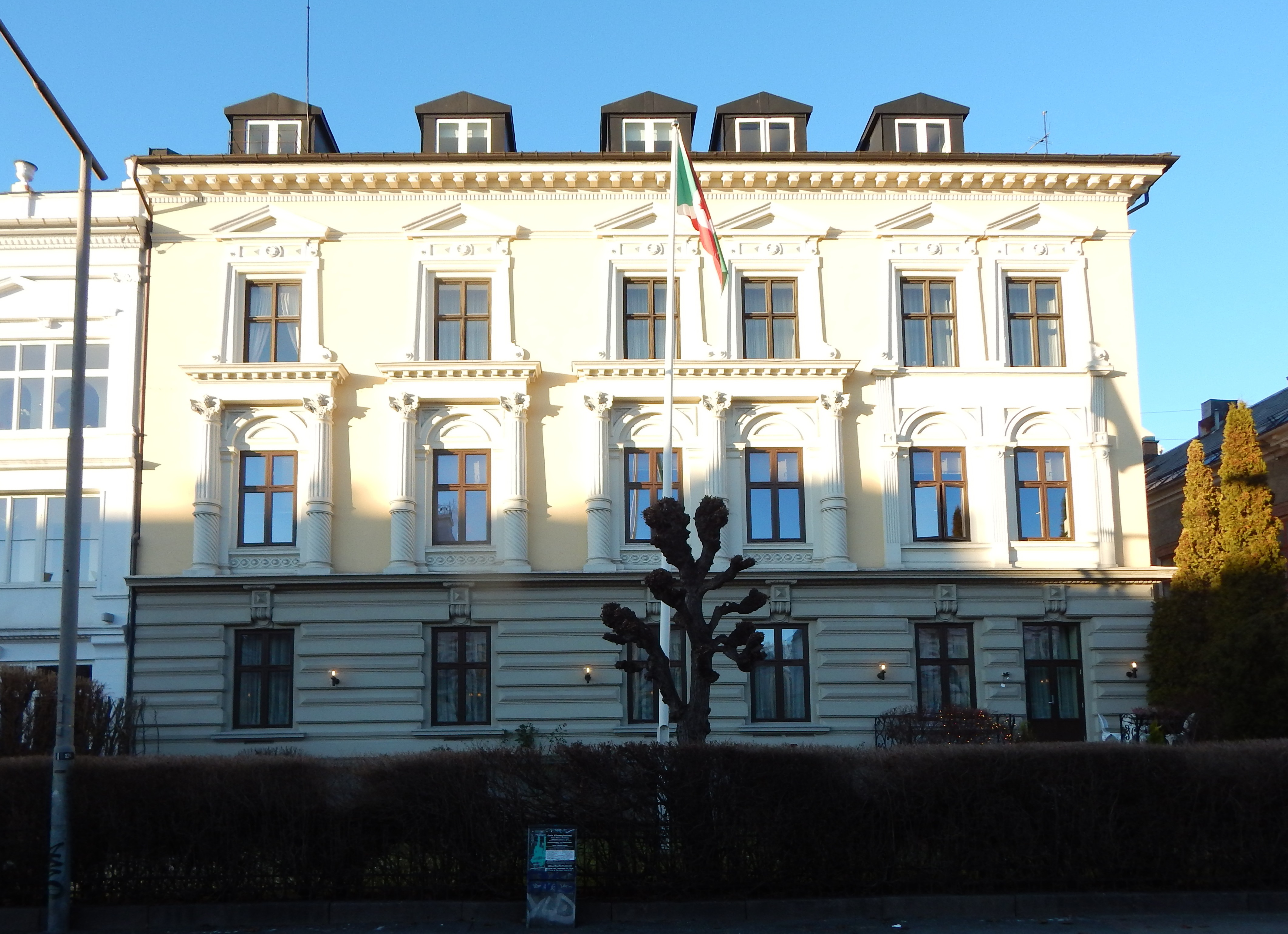
오슬로 주재 부룬디 대사관

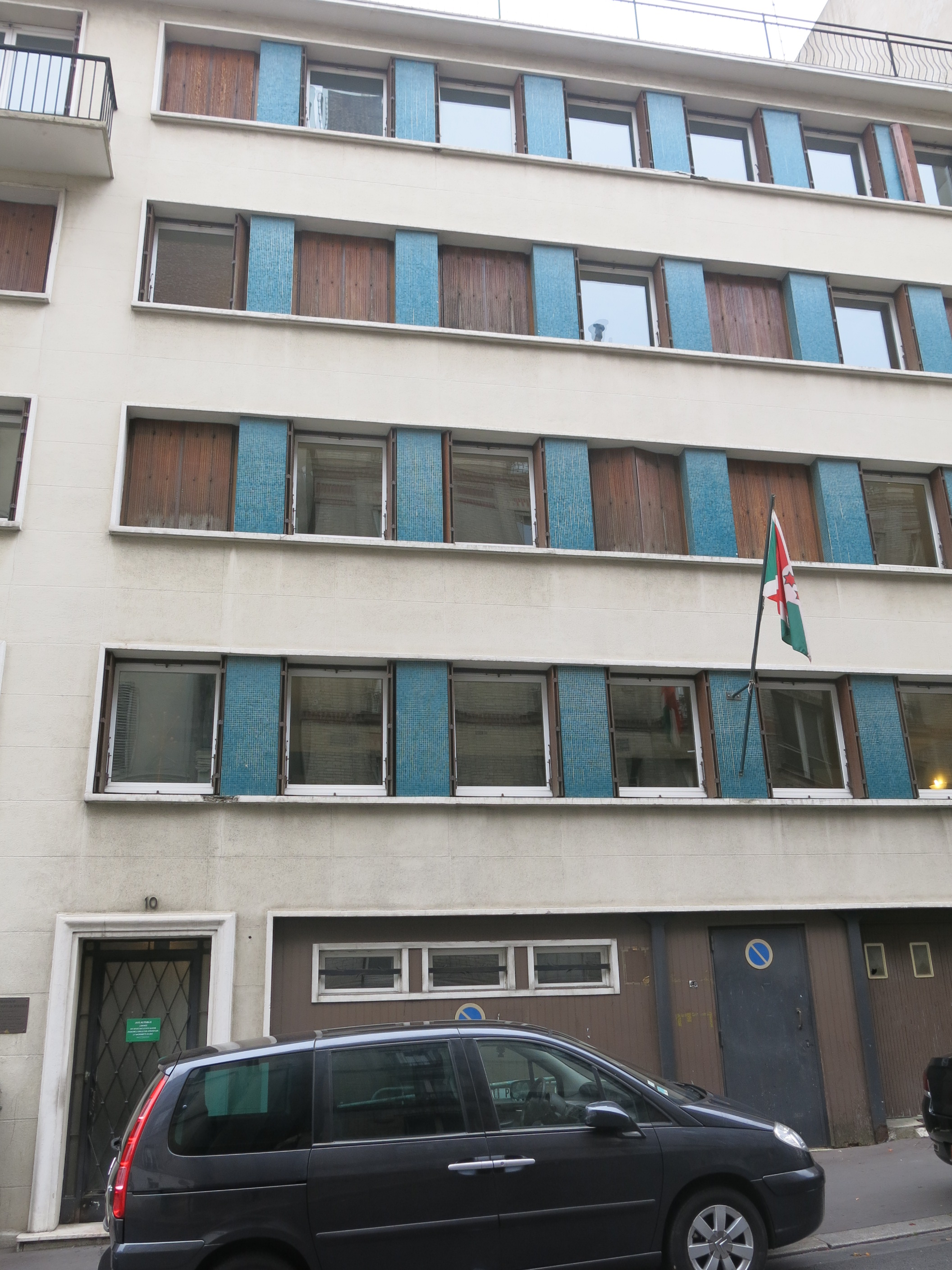
파리 주재 부룬디 대사관

부룬디의 재외공관 목록은 부룬디 주재 대사관을 각국에 상주시켜 놓는 것을 의미하며 부룬디의 재외공관을 나열한 목록이다.

## 아프리카
- 콩고 민주 공화국 : 킨샤사 (대사관)
- 이집트 : 카이로 (대사관)
- 에티오피아 : 아디스아바바 (대사관)
- 케냐 : 나이로비 (대사관)
- 나이지리아 : 아부자 (대사관)
- 르완다 : 키갈리 (대사관)
- 남아프리카 공화국 : 프리토리아 (대사관)
- 탄자니아 : 다르에스살람 (대사관), 키고마 (총영사관)
- 우간다 : 캄팔라 (대사관)

## 아메리카
- 브라질 : 브라질리아 (대사관)
- 캐나다 : 오타와 (대사관)
- 미국 : 워싱턴 D.C. (대사관)

## 아시아
- 중화인민공화국 : 베이징시 (대사관)
- 인도 : 뉴델리 (대사관)
- 이란 : 테헤란 (대사관)
- 사우디아라비아 : 리야드 (대사관)
- 튀르키예 : 앙카라 (대사관)
- 아랍에미리트 : 두바이 (총영사관)

## 유럽
- 벨기에 : 브뤼셀 (대사관)
- 프랑스 : 파리 (대사관)
- 독일 : 베를린 (대사관)
- 이탈리아 : 로마 (대사관)
- 노르웨이 : 오슬로 (대사관)
- 러시아 : 모스크바 (대사관)
- 영국 : 런던 (대사관)

## 대표부
- UN 부룬디 정부 대표부 : 뉴욕, 제네바